# Нусдорф-Дебант
Нусдорф-Дебант (нім. Nußdorf-Debant) — ярмаркове містечко й громада округу Лієнц в землі Тіроль, Австрія.
Нусдорф-Дебант лежить на висоті 674 над рівнем моря і займає площу 53,44 км². Громада налічує 3308 мешканців. 
Густота населення 62/км². 
Округ Лієнц, до якого належить Нусдорф-Дебант, називається також Східним Тіролем. Від основної частини землі, 
Західного Тіролю, його відділяє смуга Південного Тіролю, що належить Італії. 
У місті є залізнична станція.
|                                         |
| Нусдорф-Дебант на мапі округу та землі. |

 Адреса управління громади: Hermann Gmeiner Straße 4, 9990 Nußdorf-Debant. 

## Демографія
Історична динаміка населення міста за даними сайту Statistik Austria

## Виноски
1. ↑  Dauersiedlungsraum der Gemeinden Politischen Bezirke und Bundesländer - Gebietsstand 1.1.2018 — Статистичне управління Австрії.
2. ↑  Einwohnerzahl 1.1.2018 nach Gemeinden mit Status, Gebietsstand 1.1.2018 — Статистичне управління Австрії.
3. ↑   www.nussdorf-debant.at
4. ↑  Gemeindedaten von Nußdorf-Debant